# 英國海外傳道會

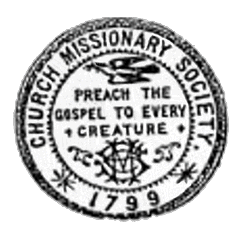
原英國海外傳道會會徽

英國海外傳道會，又名英国圣公会差会或安立甘會（英文：Church Mission Society，澳大利亚、新西兰：Church Missionary Society）是一个世界性的圣公会和其他新教基督徒的传教机构。 成立于1799年4月12日，在200年历史中曾吸引了9000名男女参与服务。
2007年2月1日，英国圣公会差会 (CMS)有186名传教士在非洲、亚洲、欧洲和中东服务。年预算为900万英镑。
1799年4月12日该差会成立时，名为“非洲和东方传教会”（The Society for Missions to Africa and the East）。第一批传教士来自符腾堡的路德会，在柏林神学院培训，1804年派遣出去。1812年差会更名为“非洲和东方教会传教士协会”（the Society was renamed The Church Missionary Society for Africa and the East），1815年派出了第一位英国牧师。
20世纪初，该差会的神学转向自由主义神学。1922年，差会分裂，自由主义者留在差会内，而保守派另外成立“Bible Churchmen's Missionary Society”（BCMS,今Crosslinks）。
该差会对于喀拉拉邦这个印度识字率最高的邦的教育事业贡献显著。喀拉拉邦和泰米尔纳德邦的许多学校仍以英国圣公会差会 (CMS)命名。科塔亚姆C. M. S. 学院是印度最早的普及高等教育机构之一。
2007年6月，英国圣公会差会 (CMS)将总部从伦敦搬往东牛津的Crowther Centre for Mission Education。其档案部位于伯明翰大学。

## 澳大利亚
英国圣公会差会在1825年在悉尼工作，只在想土著种族传教。1830年第一批英国传教士冒险成立了Wellington Valley Mission。第一位澳大利亚圣公会差会（CMS）传教士 Helen Philips，1888年派遣去了锡兰（斯里兰卡）。1916年成立了全国性组织，并向中国、印度、巴勒斯坦、伊朗和坦桑尼亚派遣了传教士。今天，CMS-澳大利亚是澳大利亚最大的海外传教会，有160名传教士在全世界33个国家传教。

## 中国差会
1843年，英国圣公会坎特伯里大主教派遣史丹顿牧师到英国殖民地香港，1844年9月25日，第一批英国圣公会传教士施美夫和麦克开拉启（T.McClatchie）抵达香港。次年，他们考察了上海、宁波等通商口岸，确定浙江宁波为该差会在中国的传教中心。施美夫由于健康原因返回英国，为在华传教事业筹集资金。1849年，维多利亚教区成立，施美夫被委任为主教，负责中国和日本的传教事业。同年建成圣约翰座堂。次年（1850年），英国圣公会差会进入第一座省会城市福州。圣公会初期在香港仅负责牧养在香港的英国信徒，1862年开始向华人宣教。1865年，英国圣公会差会进入第二座省会城市杭州。1870年进入绍兴。当英国圣公会差会在浙江省顺利扩展之时，1872年，英国圣公会在中国成立了第二个教区华中教区（浙江教区），主教座堂设在上海的英国侨民教堂圣三一座堂。
1894年，英国圣公会差会深入四川省西北部，次年即成立了華西教區。而1886年以后，英国圣公会差会开始深入许多内地小城镇。尤其是福建省。作为中国信徒最多的省份，1906年，福建教區脱离維多利亞教區独立，主教座堂设在福州苍霞洲基督座堂。广西和湖南是中国抗拒基督福音最激烈的省份，但是英国圣公会差会在1899年进入桂林，20世纪初进入湖南的湘潭、永州、衡州等地，并成立桂湘教區。
1919年，英国圣公会差会在中国开辟了5个教区，58个差会总堂（传教士驻扎地点），421个正式教堂，535个布道区，西教士353人，华传道575人，受餐信徒10861人。
1919年，英国圣公会差会在华传教士在各省分布情况如下：
1. 福建142人
2. 浙江72人
3. 四川56人
4. 广东47人
5. 湖南16人
6. 江苏8人
7. 广西6人
8. 云南6人

1919年英国圣公会在华受餐信徒10861人，在各省分布情况如下：
1. 福建5136人
2. 浙江2445人
3. 广东2100人
4. 四川696人
5. 广西187人
6. 湖南185人
7. 江西72人
8. 云南40人

1935年，英国圣公会差会在中国开辟了5个教区，62个总堂，495个支堂，西教士192人，华传道1041人，受餐信徒15272人。
1940年代，又分设云贵、东川两教区。

### 維多利亞教區及港粵教區（SOUTH CHINA MISSION），1849
- 主教座堂：香港聖約翰座堂
- 传教站：香港（1843；1862年开始向华人传教），北海（1886），广州（1898），九龙（1900），廉州（1902）
- 教堂：香港聖約翰座堂（英语），聖安德烈堂（英语）；广州万福路广州救主堂，沙面基督堂（英语）
- 学校：香港圣保罗书院、圣士提反学校、圣士提反女校、圣凯瑟琳女校、飞利女中，广州圣三一中学、协和神科学院（合办）
- 医院：北海普仁医院

### 浙江教區（CHEKIANG MISSION，1872）
- 主教座堂：杭州信一堂座堂
- 传教站：宁波（1848），杭州（1865），绍兴（1870），诸暨（1892），台州（1892），桐庐（1913），慈溪（1918），富阳横槎（1918）以及上海（1845-1951，进入20世纪不向华人传教）。
- 教堂：杭州信一堂座堂，慕德堂、志水堂、广济协和堂、松木场麻疯病院礼拜堂、教会公墓（下菩萨）礼拜堂[5] ；宁波百年堂(大梁街)、基督堂(孝闻巷)、仁恩堂布道所(县学街)，绍兴观音桥教堂，上海圣三一堂（英语）
- 学校：宁波三一中学，绍兴承天中学，杭州冯氏女中（合办） 、弘道女中（合办）
- 医院：杭州广济医院，宁波仁泽医院，慈溪保黎医院，临海恩泽医院

### 華西教區（WEST CHINA MISSION，1895）
- 主教座堂：成都皮房街成都圣约翰堂

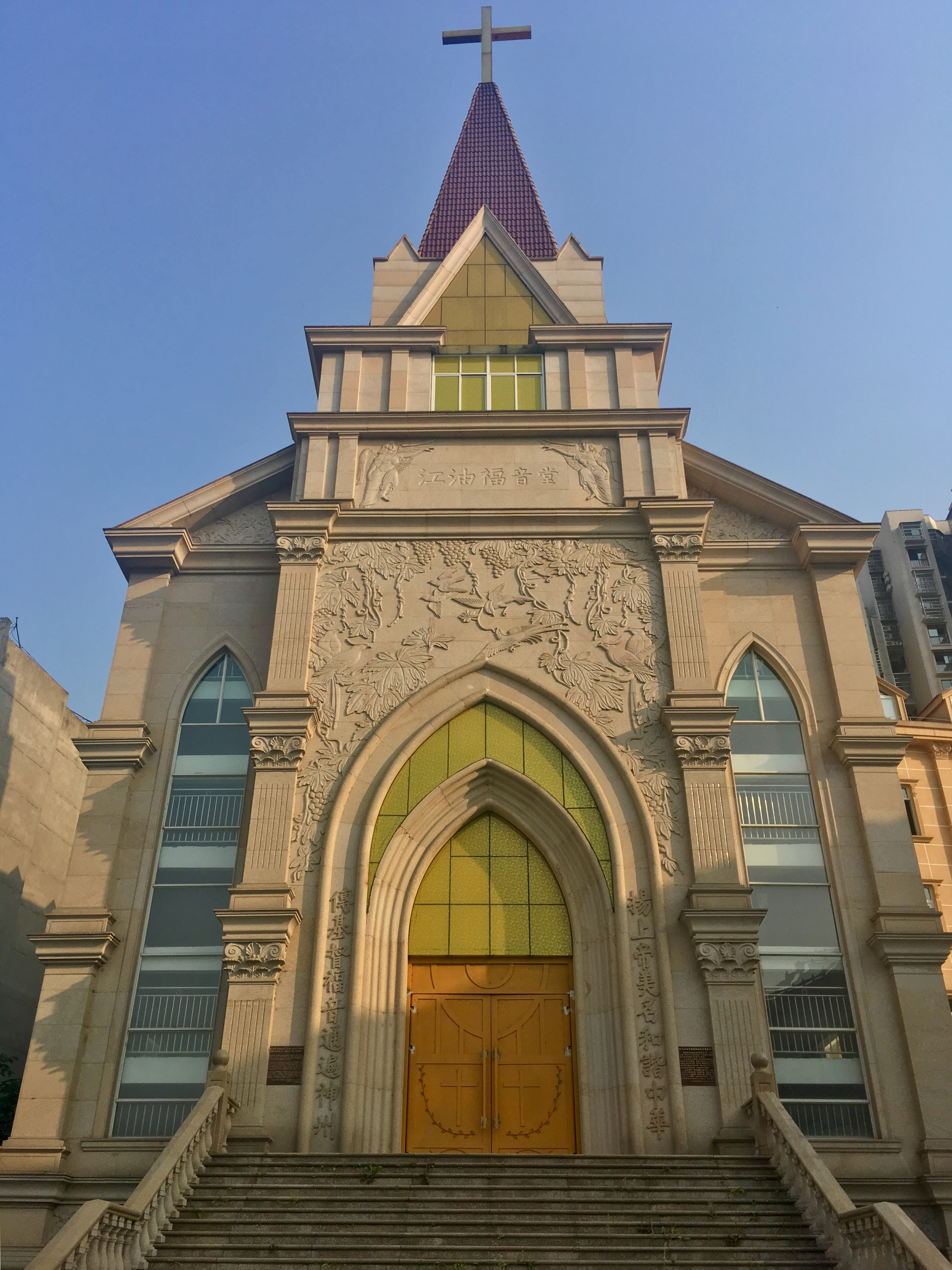
江油福音堂，前身為中埧聖公會堂，是安立甘會差會在四川開設的第一座教堂。

- 传教站：安县（1894），新都（1894），绵州（绵阳，1894），中埧（1894），绵竹（1894），中江（1903），德阳（1903），茂州（1906）成都（1910），汉州（1913）
- 教堂：成都皮房街成都圣约翰堂、綿陽通聖街福音堂、江油福音堂、廣漢福音堂、綿竹福音堂
- 学校：成都华西协合大学（合办），绵阳育德中学  ，綿陽南山中學
- 医院：保宁仁济医院，绵竹教会医院

### 福建教區（FUKIEN MISSION，1906）
- 主教座堂：福州苍霞洲基督堂

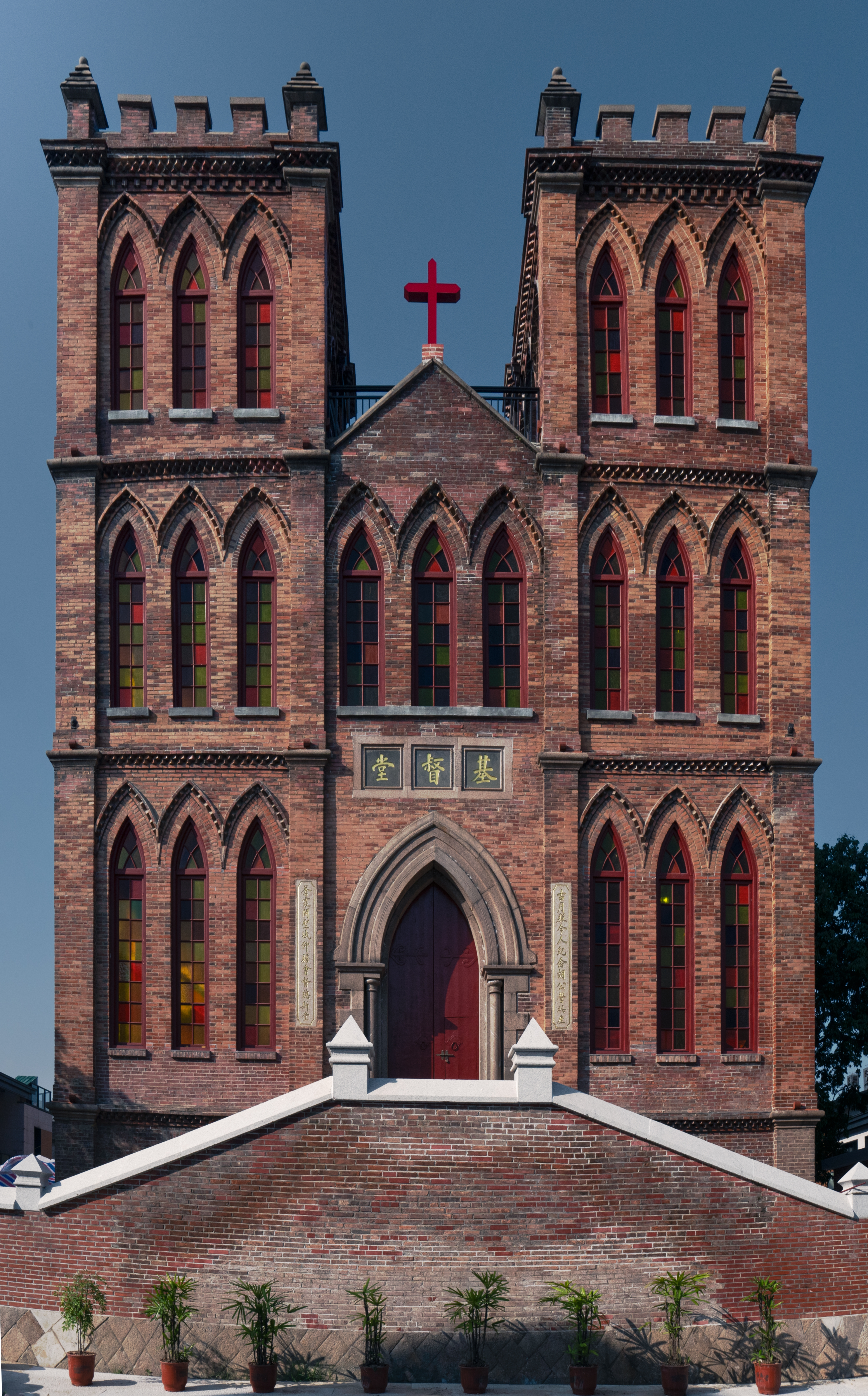
福州苍霞洲基督堂

- 传教站：福州南台（1850），古田（1886），连江（1887），罗源（1889），兴化（莆田，1893），建阳，建宁府（建瓯，1894），宁德（1896），福宁（霞浦，1896），福清，港头、高山（1896），屏南（1902），霍童（1903），福州上街都巡（1904），浦城（1908），崇安（武夷山，1910）
- 教堂：福州苍霞洲基督堂、黄巷萃贤堂、施埔真学堂、华林坊道源堂、仓前山乐群路圣约翰堂（石厝堂，英语）、岭后圣保罗堂（陶淑女中内）、公园路圣三一堂（福州三一学校内）、塔亭路明道堂；下江牧区：闽安堂、玉田堂、亭江堂；过江牧区：慕天堂、南屿堂、半岭堂；福清道源堂，霞浦萃贤堂
- 学校：福州福建协和大学（合办）、公园路福州三一学校、岭后陶淑女中、寻珍女中，古田史荦伯中学，建瓯培汉中学，崇安真光女中
- 医院：福州柴井医院，福清惠爱医院，普爱女医院，连江普孺医院，霞浦圣教医院，屏南潘美顾女医院，宁德妇幼医院，建瓯基督教男医院，建宁妇幼医院，莆田圣路加医院，华实产科医院，仙游圣路加医院，罗源圣教女医院，福安德济医院。

### 桂湘教區（KWANGSI-HUNAN MISSION，1909）
- 主教座堂：湖南永州
- 传教站：桂林（1899），衡州（1910），江华（1829），宁远（1922），道州（1923），永明（1934），全州（1928），灌阳（1932）
- 教堂：：桂林东洲堂，衡州江东岸廖家码头诸圣堂
- 学校：
- 医院：桂林道生医院

### 云贵教区（1947）
- 主教座堂：昆明圣约翰堂
- 传教站：云南府（昆明，1915）
- 教堂：昆明圣约翰堂
- 学校：
- 医院：昆明惠滇医院

### 东川教区
- 主教座堂：四川渠县